# Cerithidea rhizophorarum
Ốc nứa, còn gọi là ốc sú hay ốc dạ (Cerithidea rhizophorarum) là một loài ốc biển, là động vật thân mềm chân bụng sống ở biển thuộc họ Potamididae. Ốc dạ còn dùng để chỉ loài Pirenella cingulata (tên cũ Cerithideopsilla cingulata).
Loài này có ở Việt Nam.

## Hình ảnh

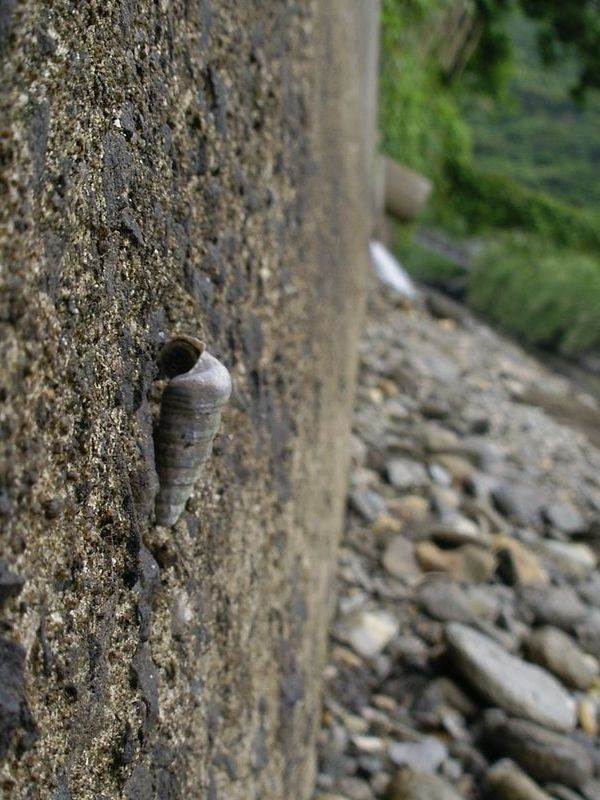